# 알툴바
알툴바(ALToolbar)는 이스트소프트에서 개발한 도구 모음이다. 알툴즈 시리즈 중 하나로 인터넷 익스플로러에서 검색 및 여러 가지 부가 기능을 이용할 수 있다.

## 주요 기능
일반적인 툴바에서 주로 제공하는 검색 기능 이외에 다음 기능도 함께 제공된다.
- ⇧ Shift를 두 번 누르면 떠오르는 빠른 검색 창 제공. (검색 사이트를 직접 방문하지 않고 열려있는 웹 페이지에서 바로 검색창 연결 제공)
- 마우스로 브라우저를 조절할 수 있는 마우스 액션
- 로그인하면 어디든 사용할 수 있는 자동 로그인 및 즐겨찾기 서비스 제공
- 간편한 단축키로 여러 가지 형태의 캡처 제공. (단위지정, 영역지정, 전체화면 등)
- 웹페이지 내의 영단어 위에 마우스를 올리면 간단한 뜻을 볼 수 있고 발음도 들을 수 있는 영어사전 제공
- 임시 인터넷 파일 삭제, 쿠키 삭제, 열어본 페이지 목록 삭제, 주소창 기록 삭제 등 인터넷 클리닝 기능
- 온라인으로 간편하게 100MB까지 저장할 수 있는 디스크ON 제공
- 비정상 종료된 페이지 복구 기능(IE6, IE7), IE8 지원
- 현재 인터넷 창의 개수, 크기, 위치를 저장할 수 있는 창 관리 기능 제공
- 플래시 차단 기능
- 피싱 방어 기능
- 스마트홈 기능 - 스마트홈을 익스플로러 시작 페이지로 설정 가능
- 문자 메시지를 보낼 수 있는 기능 (현재는 KT만 지원)
- 알쇼핑 기능
- 툴바 검색창 제공
- 다국어 번역기능 제공
- 메모 기능 제공
- 페이스북, 트위터로 웹 페이지 링크 및 이미지 보내기 기능 제공
- 파일, 사진, 웹사이트 등을 쉽게 공유할 수 있는 퀵전송 기능 제공

알툴바는 마이크로소프트사의 브라우저인 인터넷 익스플로러만 지원하며, 파이어폭스, 사파리와 같은 다른 브라우저는 지원하지 않는다. 단, 스윙 브라우저기반의 빠른 속도에 일부 알툴바 기능을 이용할 수 있다.

## 라이선스 관련
기업이나 공공기관에서도 무료로 사용할 수 있는 프리웨어이다.

## 스윙 브라우저 연동
이스트소프트는 구글 크롬의 엔진을 사용하는 스윙 브라우저를 개발하고 있는데, 스윙 브라우저는 크롬의 blink엔진을 사용하면서 IE 엔진을 지원해 ActiveX가 많이 필요한 국내 웹사이트에서도 사용할 수 있다. 스윙 브라우저에서는 알툴바의 기능이 제공되며 알툴바와 연동된다.

## 같이 보기
- 알툴즈
- 이스트소프트
- 스윙 브라우저
- 도구 모음
- 네이버 툴바